# Divisione di Warringah
La divisione di Warringah è una divisione elettorale australiana nello stato del Nuovo Galles del Sud. Creata nel 1922, prende il suo nome dall'area di Warringah presso Sydney, una parola aborigena che in italiano può significare "pioggia", "onde", o "mare". La divisione fu creata successivamente alla redistribuzione dei seggi elettorali del 1922. Ad oggi viene considerato un seggio solidamente in mano al partito liberale, ed è sempre stato presieduto da un esponente conservatore. L'attuale deputato è Zali Steggall.

## Deputati
| Deputato          | Deputato          | Partito          | Periodo   |
| ----------------- | ----------------- | ---------------- | --------- |
|                   | Granville Ryrie   | Nazionalista     | 1922–1927 |
| Archdale Parkhill | 1927–1931         | Nazionalista     |           |
| Archdale Parkhill |                   | United Australia | 1931–1937 |
| Percy Spender     | Indipendente UAP  | 1937–1938        |           |
| Percy Spender     | United Australia  | 1938–1944        |           |
| Percy Spender     |                   | Liberale         | 1944–1951 |
| Francis Bland     | 1951–1961         | Liberale         |           |
| John Cockle       | 1961–1966         | Liberale         |           |
| Edward St John    | 1966–1969         | Liberale         |           |
| Edward St John    |                   | Indipendente     | 1969      |
|                   | Michael MacKellar | Liberale         | 1969–1994 |
| Tony Abbott       | 1994–2019         | Liberale         |           |
|                   | Zali Steggall     | Indipendente     | dal 2019  |